# ابو عبیده، حماة
ابو عبیده (به عربی: أبو عبیدة) یک روستا در سوریه است که در ناحیه مرکزی محرده واقع شده‌است. ابو عبیده ۷۴۵ نفر جمعیت دارد.